# اسارت (فیلم)
اسارت (به انگلیسی: Captivity) یک فیلم سینمایی آمریکایی در ژانر وحشت روان‌شناختی به کارگردانی رولند جافه، نویسندگی لری کوئن و جوزف تورا، محصول سال ۲۰۰۷ با بازی الیشا کاتبرت و دنیل گیلیز است.

## داستان
یک مرد و زن در حالی از خواب بیدار می‌شوند که خود را گرفتار در یک سرداب می‌بینند. در حالیکه رباینده آنها از نظر روانی آنها را مورد آزار و اذیت قرار می‌دهد نکته مبهم این آدم‌ربایی آشکار می‌شود…

## باکس آفیس
این فیلم در آخر هفته افتتاحیه خود یک میلیون و ۴۲۹ هزار و ۱۰۰ دلار فروش داشته و در رتبه ۱۲ باکس آفیس آمریکا قرار گرفت. در پایان فیلم ۱۰٬۹۲۱٬۲۰۰ دلار فروش داشته‌است.